# Ivan (film, 1932)
Pour les articles homonymes, voir Ivan.
Pour plus de détails, voir Fiche technique et Distribution.
Ivan est un film soviétique réalisé par Alexandre Dovjenko, sorti en 1932.

## Synopsis
Des paysages d'eaux calmes du Dniepr succèdent des rapides dangereux qui mènent à un chantier en construction de Dniproges où les ouvriers construisent un barrage. Ce dernier aura pour mission d'enfouir les rapides sous l'eau et de créer une centrale électrique. Un garçon du village raconte un discours qu'il a entendu sur un chantier de construction voisin sur le fait que le village a accumulé une main-d'œuvre excédentaire, qui devrait être envoyée dans les villes. Ivan, un jeune homme, approuve quant à lui le plan du parti mais son père, Stepan, ne souhaite pas qu'il parte travailler sur le chantier.  Le futur contremaître Vasilyevich a une opinion différente, estimant qu'il est nécessaire de donner l'exemple aux autres villages et d'être le premier à envoyer des aides à la construction.
Le contremaître rencontre ensuite le secrétaire du comité du parti, son ami, avec qui il ne s'est pas vu depuis 22 ans, sur le chantier. Ivan est ravi des paysages du Dniepr, car un immense fleuve est apprivoisé. Il travaille avec enthousiasme sur le chemin de fer, contrairement à son père, qui travaille de manière malhonnête, cherchant à éviter le travail. Ivan, cependant, manque d'éducation et ses efforts, bien que considérables, sont de peu d'utilité. Le contremaître remarque alors que son travail est bâclée, menant à des problèmes.
Embarrassé, Ivan se rend compte qu'il manque d'éducation et le soir, il étudie l'ingénierie, que son père méprise. Par la suite, un accident survient sur le chantier lorsqu'un seau de ciment tombe sur le conducteur qui meurt. Plus tard, le secrétaire explique à quelqu'un au téléphone que le travailleur est décédé à la suite d'infractions à la sécurité commises par d'autres personnes. Un conseil des membres du Komsomol est convoqué pour inspecter tous les mécanismes du chantier de construction. Toute une équipe de spécialistes de haut niveau arrive à Dniproges pour commander les ouvriers et introduire de nouvelles méthodes de travail. Le père de Stephan reçoit des remontrances tandis qu'Ivan se plaint que ses efforts n'ont pas été bien appréciés, pensant qu'il n'a pas sa place sur le Dniepr et finit par renier publiquement son père lors d'une réunion pour sa paresse et son absentéisme.
Stepan fait irruption dans la réunion, où il crie qu'il refuse un tel fils, tente de s'attribuer un statut élevé, répétant les paroles entendues plus tôt du contremaître. Mais les personnes présentes se moquent de Stepan. Ivan entre et dit qu'il a honte d'être avec son père du même village. Ivan finit par être adopté par la classe ouvrière. Elle est suivie par la mère de l'ouvrier décédé plus tôt et appelle à un travail acharné pour prouver que la mort de son fils n'a pas été vaine. Inspiré, Ivan part étudier à la faculté de robotique.

## Fiche technique
- Titre : Ivan
- Réalisation : Alexandre Dovjenko
- Scénario : Alexandre Dovjenko
- Musique : Boris Liatochinski et Yuliy Meitus
- Pays d'origine : URSS
- Format : Noir et blanc - 1,37:1 - Mono
- Genre : drame
- Date de sortie : 1932

## Distribution
- K. Bondarevsky : le jeune Ivan
- Pyotr Masokha : Ivan Guba
- Dmitri Golubinsky : Secrétaire
- Elena Golki : la mère du travailleur tué
- Aleksandr Zapolsky : Superviseur
- Maksim Gornatko